# A Holly Dolly Christmas
A Holly Dolly Christmas è il quarantottesimo album in studio della cantante statunitense Dolly Parton, pubblicato il 2 ottobre 2020. Si tratta del terzo album natalizio dell'artista.

## Tracce
1. Holly Jolly Christmas – 3:21 (Johnny Marks)
2. Christmas Is (featuring Miley Cyrus) – 3:17 (Dolly Parton)
3. Cuddle Up, Cozy Down Christmas (with Michael Bublé) – 3:39 (Parton)
4. Christmas on the Square – 3:15 (Parton)
5. Circle of Love – 3:42 (Parton)
6. All I Want for Christmas Is You (with Jimmy Fallon) – 4:04 (Mariah Carey, Walter Afanasieff)
7. Comin' Home for Christmas – 4:28 (Parton, Kent Wells)
8. Christmas Where We Are (featuring Billy Ray Cyrus) – 3:10 (Jada Roberts, Barry Jobe)
9. Pretty Paper (with Willie Nelson) – 3:33 (Willie Nelson)
10. I Saw Mommy Kissing Santa Claus – 2:44 (Tommie Connor)
11. You Are My Christmas (featuring Randy Parton) – 4:14 (Parton)
12. Mary, Did You Know? – 4:26 (Mark Lowry, Buddy Greene)